# Acrocercops phaeomorpha
Acrocercops phaeomorpha là một loài bướm đêm thuộc họ Gracillariidae. Loài này có ở Maharashtra, Gujarat, và Bihar, Ấn Độ. Nó được miêu tả bởi Edward Meyrick năm 1919. Ấu trùng ăn Madhuca indica, và Madhuca latifolia.